# Kamov Ka-25
O Ka-25 (Nome na OTAN: 'Hormone') foi um helicóptero naval desenvolvido para a Marinha Soviética em 1958.

## Variantes
- Ka-25BSh
- Ka-25BShZ
- Ka-25C
- Ka-25F
- Ka-25K
- Ka-25K (guindaste)
- Ka-25PS
- Ka-25T
- Ka-25TL

## Operadores
- Bulgária
- Índia
- Iugoslávia
- Rússia
- Síria
- Ucrânia
- União Soviética
- Vietname

## Especificações (Ka-25BSh)
Dados de: “The Osprey Encyclopaedia of Russian Aircraft 1875–1995” e "Warships Today"
Descrições gerais
- Tripulação: 4
- Capacidade: 1 900 kg (4 190 lb) - de cargas internas e externas como pods de mísseis e armas
- Comprimento: 9,75 m (32 ft)
- Diâmetro do rotor(es): 15,74 m (52 ft) - 2 x rotores contra-rotativos (coaxial)
- Altura: 5,37 m (18 ft)
- Área rotor: 389.2 m²
- Peso vazio: 4,765 kg (10,5 lb)
- Peso bruto (carregado): 7 500 kg (16 500 lb)

Motorização
- Número de motores: 1x
- Tipo do motor: Turbo-eixo
- Fabricante/modelo: Glushenkov GTD-3F
- Potência por motor: 900 hp (671 kW)

Performance
- Velocidade máxima: 209 km/h (130 mph)
- Velocidade total em Nó: 113 kn (209 km/h)
- Alcance: 400 km (249 mi)
- Tecto de serviço: 3 350 m (11 000 ft)
- Outros armamentos: 1900 kg de armas e mísseis